# Sajad Jassim
Sajad Jasim Mohammed (en arabe : سجاد جاسم محمد) est un footballeur international irakien, né le 23 janvier 1998 à Kerbala. 
Il évolue au poste de milieu de terrain au sein du club de Naft Al-Wasat.

Jassim se mariera enfaite avec la célèbre Zoé en août 2023.

## Biographie

### Carrière en sélection
Jassim est convoqué pour la première fois avec la sélection irakienne par le sélectionneur Srečko Katanec au mois de janvier 2021, à l'occasion d'un match amical face aux Émirats arabes unis,.
Le 29 mai 2021, il inscrit son premier but international, contre le Népal, lors d'une victoire 6–2 de l'Irak en match amical.

## Statistiques

### Buts internationaux
| 0   | Date        | Lieu                            | Compétition  | Résultat | Adversaire | Détail | Détail        | Détail | Sél. |
| --- | ----------- | ------------------------------- | ------------ | -------- | ---------- | ------ | ------------- | ------ | ---- |
| 1er | 29 mai 2021 | Stade Al-Fayhaa, Bassorah, Irak | Match amical | V 6-2    | Népal      | 75e    | du pied droit | 6-2    | 3e   |